# Worms 3D
Worms 3D est un jeu vidéo de stratégie au tour par tour et d'artillerie édité par Sega et développé par Team17. Sorti en 2003 en Europe et en 2004 en Amérique du Nord sur GameCube, PlayStation 2, Xbox, PC et OS X, le jeu fait partie de la série Worms. Il s'agit du premier opus à afficher des graphismes en trois dimensions.

## Système de jeu
Le jeu reprend le concept des précédents opus de la série Worms. Chaque joueur commande une équipe de lombrics. À tour de rôle, chaque joueur a 60 secondes pour faire une action avec un des vers. L'objectif est d'éliminer tous les vers des équipes adverses. Contrairement aux précédents épisodes de la série, les joueurs évoluent à travers des environnements entièrement modélisés en trois dimensions.

## Accueil
Le jeu reçoit un accueil généralement favorable. Il totalise, sur Metacritic, une note de 75 % sur PC tandis qu'il obtient une note de 69 % sur GameCube et Xbox,. Sur PlayStation 2, il totalise 70 %.
Selon IGN, Team 17 a bien adapté le concept original de la série sous la forme d'un jeu en trois dimensions car en plus d'amener de nouvelles possibilités stratégiques dans les parties, le jeu garde certains des éléments qui ont amené la série à être populaire. En outre, il déclare que le jeu est très amusant, surtout en multijoueur.